# Szélanya
Szélanya („Windmutter“) oder auch Szélanyó ist ein Geist in der ungarischen Mythologie. Die Sagengestalt ist eine Personifizierung des Windes.
Die Sage handelt von einem Wind, der aus einer Höhle auf dem Gipfel eines mächtigen Berges irgendwo am Ende der Welt weht. Die Höhle wird von der alten Frau Szélanya bewacht. Einigen Versionen zufolge weht ein gewaltiger Wind, wenn Szélanya, die auch als Hexe bezeichnet wird, stirbt.
Dorfbewohnern zufolge war es nicht erlaubt, den Wind zu beschimpfen oder zu verfluchen, da dies Unglück heraufbeschwor. Es war auch verboten, Äxte oder andere Gegenstände in einen Wirbelsturm zu werfen, so dass Sélanya nicht verletzt werde und die Ernte nicht vernichte.